# Sarah Martha Baker
Sarah Martha Baker (1887 - 1917) fue una botánica, algóloga, ecóloga británica.
Hija de George Samuel, y de Martha Braithwaite, una familia de la Sociedad Religiosa de los Amigos (cuáqueros). En 1905, ingresó al Slade College; antes de entrar al University College de Londres al año siguiente. Allí obtuvo su B.Sc. en 1909 con una mención de primera clase en química y en botánica. En 1912, obtiene una beca Quain en botánica; y pasa al doctorando, accediendo al PhD. al año siguiente.
Baker se consagró al estudio de la química vegetal, especialmente a los derivados del alcanfor. En paralelo, estudió el efecto del formaldehído sobre las plantas. Publicó sus primeros resultados, en su tesis de doctorado. También se interesó en la evolución morfológica de las algas pardas, como sobre la partenogénesis de las oosferas. Al final de su brevísima vida, trabajó en los aspectos aplicados de la botánica, como por ej. el rol de las enzimas en el tratamiento de las enfermedades fúngicas, y sobre los colorantes vegetales.
Originaria de la isla Mersea, se interesó en la zonación de las algas y su ecología; identificó y describió varias nuevas variedades de algas.

## Algunas publicaciones
- 1913. Quantitative Experiments on the Effect of Formaldehyde on Living Plants. Ann Bot (1913) os-27 (3): 411-442

## Honores
- 1914, miembro de la Sociedad Linneana de Londres.
- 1916, ingresa al Consejo de la British Ecological Society.
- La abreviatura «S.M.Baker» se emplea para indicar a Sarah Martha Baker como autoridad en la descripción y clasificación científica de los vegetales.[3]